# بخش مرکزی شهرستان فراهان
بخش مرکزی شهرستان فَراهان یکی از دو بخش شهرستان فراهان در استان مرکزی ایران است.
کل این بخش در سال ۱۳۸۹ به شهرستان تبدیل و بخش مرکزی فراهان امروزه قسمتی از محدوده سابق بخش فراهان و شهرستان کنونی است.
فراهان یکی از بخشهای استان مرکزی است اما در اصل بزرگتر بوده و منطقهٔ وسیعی از شمالِ شهر اراک تا مناطقی از شهرستان آشتیان و تفرش را در بر می‌گیرد. بیش از دویست روستای کوچک و بزرگ در فراهانِ بزرگ وجود دارد که در دشت فراهان و کوه‌های اطراف پراکنده‌اند. شهر کوچک فرمهین در مرکز فراهان و درسه راهی اراک - تفرش - فراهان قرار گرفته است و چند کارگاه صنعتی نیز دارد.

## تقسیمات کشوری
- دهستان‌های بخش مرکزی شهرستان فراهان:
  - دهستان فرمهین

نقطه شهری: فرمهین

## پیشینه
نام یکی از دهستان‌های بخش فرمهین شهرستان اراک است. این دهستان در شمال شهر اراک و کویر نمک میغان واقع و هوای آن سرد و سالم و آب کلیه قراء آن از قنوات است که طول اکثر آنها به ۶هزار گز می‌رسد. فراهان از سه قسمت به نام بالا و پائین و سادات تشکیل می‌گردد. جمع قراء دهستان فراهان ۱۲۹ قریه و دارای ۶۱هزار تن سکنه است. محصولاتش غلات، بنشن و میوه جات است. گله داری یکی از کارهای عمده سکنه بخش و پوست بره این حدود به خوبی معروف است و خریدار زیاد دارد. صنایع دستی زنان این دهستان قالی و قالیچه بافی با نقشه است. قراء مهم دهستان عبارتند از هزاوه که یکی از قراء خوش آب وهوای فراهان سادات بوده مولد مردان بزرگی مانند امیرکبیر، میرزا بزرگ فراهانی و میرزا ابوالقاسم قائم مقام است و فعلاً در حدود هفتصد تن سکنه دارد. جلوس اباقاخان بن هلاکوخان بعد از پدر در تاریخ ۱۳ رمضان ۶۶۳ ه'. ق. در این قصبه بوده است و ابنیه باستانی به صورت خرابه در آن دیده می‌شود. قصبه ساروق یکی دیگر از قراء مهم فراهان است که دارای ۲۵۰۰ تن سکنه است و حمداللّه مستوفی نسبت بنای آن را به شاه طهمورث می‌دهد. سابقاً بسیار آباد و کرسی ولایت و مرکز حکمرانی بوده است. چند بقعه به نام ۷۲ تن از قرن هفتم هجری در این قصبه ملاحظه می‌گردد. قالیچه‌های مرغوبی در این قصبه بافته می‌شود. دیگر از قراء قدیمی فراهان زلف آباد است که روزگاری شهر مهم و پرجمعیتی بوده است. قصبه فرمهین در مرکز دهستان فراهان واقع و فعلاً مرکز بخش است. قراء مهم دیگر فراهان عبارتند از واشقان، دستجان، نظام آباد، مرز جران، تلخ آب، فشک، ماستر، مشهد زلف آباد، فارسیجان، مشهدالکوبه، میغان. به واسطه مسطح بودن اراضی در فصل خشکی به اکثر قراء فراهان اتومبیل می‌توان برد. فعلاً همه روزه بین فرمهین مرکز فراهان و شهر اراک اتومبیل رفت‌وآمد می‌نماید. کویر نمک میغان در قسمت جنوبی دهستان فراهان واقع است و قراء نزدیک به کویر به واسطه مجاورت با کویر دارای هوای ناسالم و آب شورند.

## مردم
بنابر سرشماری مرکز آمار ایران، جمعیت بخش فراهان شهرستان تفرش در سال ۱۳۸۵ برابر با ۲۳۰۸۴ نفر بوده است.
کشاورزی و دامداری کار اصلی مردم فراهان است. آب قنات یکی از منابع اصلی آبیاری به‌شمار می‌آید. کشت غلات به خصوص گندم و نیز باغداری (از جمله انگور، بادام و گردو) در فراهان رواج دارد. فرش مهم‌ترین صنایع دستی این بخش است.
اکثریت مردم بخش فراهان فارس زبانند. در روستاها نیز لهجه‌های خاصی وجود دارد. خلجی از دیگر زبانهای فراهان است و در تلخاب و خلجستان صحبت می‌شود.

## آئین و رسوم محلی

### جشن تیرگان
جشن تیرگان تحت عنوان میراث معنوی شهرستان فراهان در فهرست آثار ملی کشور ثبت شده است، واژه جشن که در فارسی امروز به معنی آئین‌های شادمانی است از واژه «یسن، یسنه» پهلوی به معنی ستایش و پرستش است.
‏جشن تیرگان روز سیزدهم ماه تیر (روز تیر) درکنار آب‌ها، همراه با مراسمی وابسته به آب و آب پاشی و آرزوی بارش باران برگزار می‌شده است و مانند دیگر جشن‌هایی که با آب در پیوند هستند، با نام عمومی «آبریزگان»، «آب پاشان» یا «‏سرشوران» یاد شده است.
در تواریخ سنتی تیرگان روز کمان کشیدن آرش کمانگیر و پرتاب تیر از فراز البرز است، همچنین جشن تیرگان به روایت ابوریحان بیرونی از آثارالباقیه، روز بزرگداشت مقام نویسندگان درایران باستان بوده است.
این مراسم در روز تیر (سیزدهم) یا در نخستین روز از تیر برگزار می‌شده است، اهالی فراهان در این روز که از دور و نزدیک خود را به جوار امامزاده ذلف‌آباد می‌رسانند با جشن و سرور و آب پاشی و پخت آش رشته و همچنین دلمه که به سلامتی برای محصولات و فرهنگ تغذیه مربوط می‌شود این جشن را برگزار می‌کنند و معتقد هستند که این روز نباید در خانه ماند حتی افراد مسن را هم با خود برای شرکت درجشن به همراه می‌آورند.

جستارهای وابسته
- فهرست بخش‌های ایران